# 国鉄カ2000形貨車
国鉄カ2000形貨車（こくてつカ2000がたかしゃ）は、かつて日本国有鉄道（国鉄）に在籍した有蓋貨車（家畜車）である。
本形式の改良型であるカ3000形についても本稿で記述する。

## 概要

### カ2000形
カ2000形は、国鉄が1951年（昭和26年）に200両（カ2000 - カ2199）を製作した、12トン積み二軸家畜車である。前級カ1500形の車体を延長し、肉牛15頭、役牛20頭を積載可能としたものである。カ2000形の軸ばね支持装置は（1段）リンク式で、最高運転速度は65km/hであった。
全長は8,200mm、全幅は2,763mm、全高は3,560mm、軸距は4,200mm、自重は8.5tで、同時期の標準有蓋車ワム23000形よりも350mm長く、ツム1形と同大であり車軸は12ｔ長軸であった。
全車がカ3000形に改造されたことにより形式消滅した。

### カ3000形
カ3000形は、1954年（昭和29年）および1955年（昭和30年）に150両（カ3000 - カ3149）が製造された。カ2000形とほぼ同形の車体に軸ばね支持装置を2段リンク式として最高運転速度を75km/hとした。1959年（昭和34年）には、カ2000形もこの時点で廃車となっていた1両を除いた199両が軸ばね支持装置を2段リンク式に改造し、カ3000形に編入されている（カ3150 - カ3348）。製造所は、川崎車輛、近畿車輛、汽車製造、ナニワ工機、協三工業、鉄道車輛工業であり、カ2000形よりの改造は盛岡工場にて50両、新小岩工場にて60両、多度津工場にて64両、幡生工場にて25両である。この改造工事は、昭和34年度貨車整備工事改造（1959年（昭和34年）8月8日通達）による。
車体はカ1500形後期車の構造を踏襲しており、鋼材の柱を外側に立てて木製の側板を透かし張りとして通風を良くし、側面には鋼材の筋交いが斜めに渡されている。側板は上部の一部では間隔が広く設置されており、その部分は鋼線による手摺が設けられている。車体の中央部には幅1,500mmの木製荷役扉が設けられており、カ2000形では全面にわたって等間隔に木板が張られているが、カ3000形では側板部分と同じ不等間隔で張られている。床板も木製であるが、汚物の清掃の際に使用する水で台枠が傷まないよう、側板より張り出して設けられている。また、側板の下部にも清掃を容易にするため隙間が設けられていたが、入換作業員に汚物がかかるため、カ3000形後期車は隙間を全面的に塞いで落成し、それまでの車両も後の改造で塞がれた。
荷台の寸法は、長さ7,350mm、幅2,300mm、高さ2,200mmで、床面積は16.9m2、容積は37.2m3である。外寸法はカ2000形と同じであり自重のみが8.7tと0.2ｔ重くなった。
カ3000形は、家畜車の標準形式として全国で使用されたが、昭和40年代に至って家畜輸送は生体輸送からトラックによる枝肉輸送へと変化したため需要が減って廃車が進み、1977年（昭和52年）に形式消滅となった。カ3000形の全廃により、国鉄貨車から家畜車が消滅した。